# فورميدابل
فورميدابل (بالفرنسية:Formidable) هي أغنية للمغني البلجيكي ستروماي. تم إصدار الأغنية كتنزيل رقمي في بلجيكا في 4 يونيو 2013 كثاني أغنية من ثاني ألبوم أستوديو لستروماي راسين كاري (2013). احتلت الأغنية الرقم 1 في أسبوع طرحها في بلجيكا و احتلت الرقم 1 أيضا في فرنسا. 